# ويليام باور (سياسي)
ويليام باور هو سياسي كندي، ولد في 21 فبراير 1849 في كندا، وتوفي في 11 ديسمبر 1920. حزبياً، نشط في الحزب الليبرالي الكندي. وقد انتخب عضو مجلس العموم الكندي.